# Pierre Curie
Pierre Curie ([ˈpjɛʁ kyˈʁi]; Parigi, 15 maggio 1859 – Parigi, 19 aprile 1906) è stato un fisico e matematico francese.

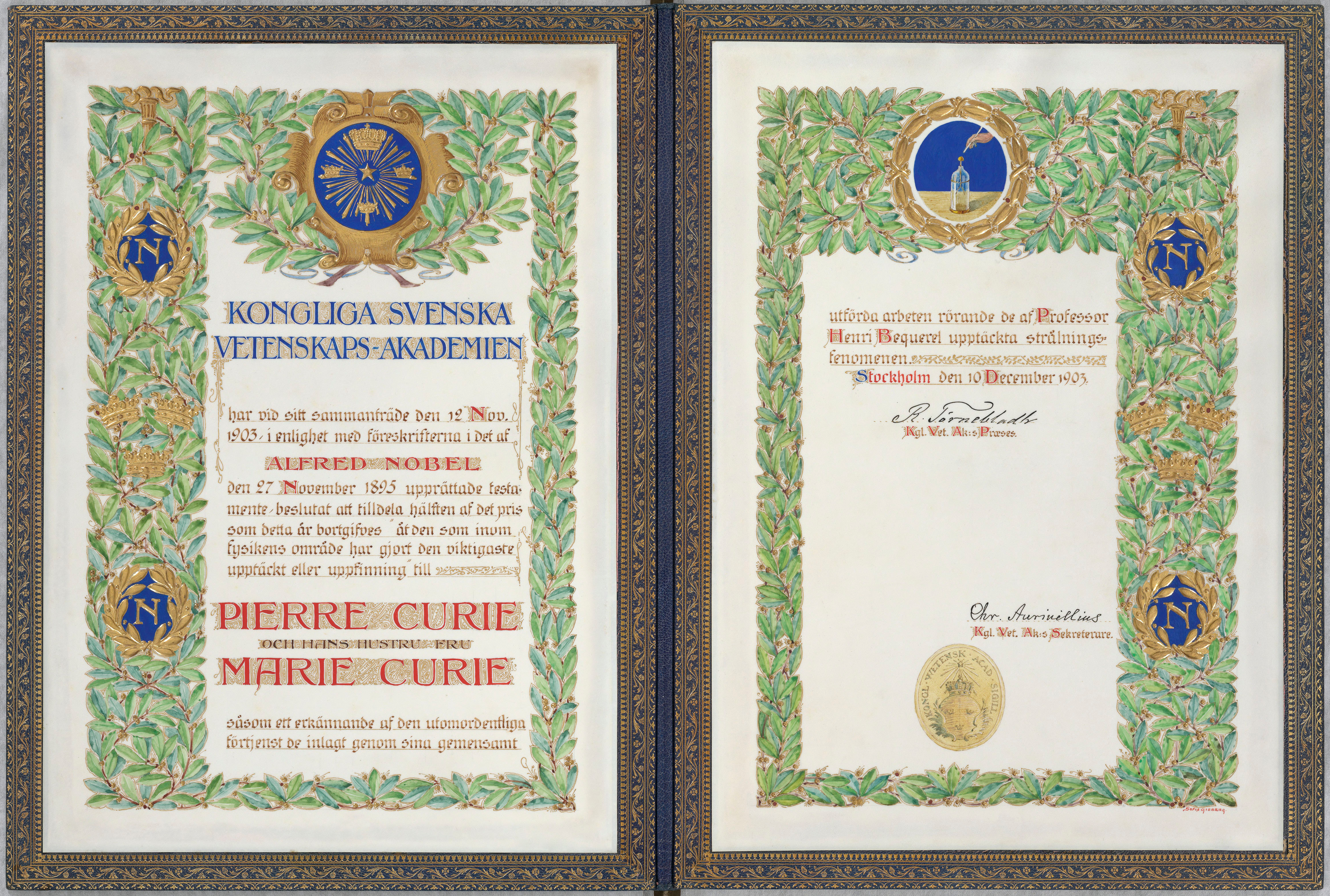
Il diploma del premio Nobel per la Fisica 1903 attribuito a Pierre e Marie Curie, assieme a Antoine Henri Becquerel.

Egli fu un pioniere nei campi della cristallografia, del magnetismo, della piezoelettricità e della radioattività. Nel 1903 ricevette il Premio Nobel per la fisica con sua moglie, Maria Skłodowska, ed Antoine Henri Becquerel «a riconoscimento degli straordinari servigi che essi hanno reso grazie alle loro ricerche congiunte sui fenomeni radioattivi scoperti dal professor Antoine Henri Becquerel».

## Biografia
Nato a Parigi, Pierre era il figlio del dottor Eugène Curie  (28 agosto 1827-25 febbraio 1910) e di Sophie-Claire Depouilly Curie (15 gennaio 1832-27 settembre 1897). Bambino prodigio, fu istruito dal padre, e nella sua prima adolescenza mostrò una forte attitudine per la matematica e la geometria. All'età di 16 anni ottenne la laurea in matematica. A 18 anni completò gli studi con una laurea in fisica, ma non proseguì immediatamente con un dottorato per problemi economici. Lavorò, quindi, come istruttore di laboratorio.
Nel 1880, Pierre e il suo fratello maggiore Jacques (1856–1941) dimostrarono che un potenziale elettrico veniva generato nel momento in cui i cristalli vengono compressi, ovvero la piezoelettricità. Per aiutarsi nel loro lavoro, essi inventarono l'Elettrometro Piezoelettrico al Quarzo. Poco tempo dopo, nel 1881, essi dimostrarono l'effetto inverso: che i cristalli potevano essere soggetti a deformazione se sottoposti all'azione di un campo elettrico. Quasi tutti i circuiti elettronici digitali oggi si basano su questo principio nella forma di oscillatori al cristallo.
Nel 1885 divenne professore alla École supérieure de physique et de chimie industrielles de la ville de Paris. Pierre Curie incontrò Maria Skłodowska (poi Marie Curie), con cui si sposò il 26 luglio 1895.
Il 2 marzo 1900 divenne professore assistente all'École Polytechnique; nell'ottobre successivo divenne professore nella facoltà di scienze dell'Università di Parigi, incaricato di un corso complementare. Solo nel 1904, dopo il conferimento del premio Nobel, divenne titolare di una cattedra di fisica generale, creata appositamente per lui, con annesso laboratorio. I suoi studi furono per gran parte incentrati sulla radioattività, fatti in collaborazione con la moglie Marie Curie. Insieme alla moglie Marie Curie e ad Antoine Henri Becquerel, ricevette il premio Nobel per la fisica nel 1903:
Con la moglie descrisse i metodi di misura della radioattività e le ragioni per cui deve essere considerata una proprietà atomica (non si era ancora scoperto il nucleo dell'atomo, oggi diremmo nucleare) e non molecolare. La radioattività del torio fu osservata in seguito dalla stessa Marie, mentre quelle di attinio e radon furono scoperte nel 1899 rispettivamente dal chimico francese André-Louis Debierne (scopritore dell'attinio) e dai fisici inglesi Ernest Rutherford e Frederick Soddy.
La figlia di Pierre e Marie Curie, Irène Joliot-Curie, e suo marito Frédéric Joliot-Curie furono anch'essi dei fisici impegnati nello studio della radioattività. Anche ad essi fu assegnato un premio Nobel per il loro lavoro. L'altra figlia dei coniugi Curie, Ève, scrisse una dettagliata biografia sulla madre. La loro nipote Hélène Langevin-Joliot è professoressa di fisica nucleare all'Università di Parigi, e il loro nipote Pierre Joliot, che è stato chiamato come Pierre Curie, è un noto biochimico.
Pierre Curie morì in un incidente stradale a Parigi il 19 aprile 1906. Attraversando la trafficata Rue Dauphine sotto la pioggia al Quai de Conti, scivolò e cadde sotto una carrozza trainata da un cavallo. Morì sul colpo quando una delle ruote passò sulla sua testa, fratturandogli il cranio. Nell'aprile 1995 Pierre e Marie furono tumulati nella cripta del Panthéon di Parigi.

## Pubblicazioni
- P. et J. Curie - Développement, par pression, de l'électricité polaire dans les cristaux hémièdres à faces inclinées - Comptes Rendus des séances de l'Académie des Sciences, Tome XCI, pagg.294-295, 1880, Parigi.